# 弗朗西斯科·普拉迪利亚
弗朗西斯科·普拉迪利亚·奥尔蒂斯（西班牙語：Francisco Pradilla y Ortiz，1848年7月24日—1921年11月1日）是西班牙画家。以本土风俗風景畫创作著称。

## 生平
1848年，弗朗西斯科·普拉迪利亚出生于萨拉戈萨省加列戈新镇。他先后在萨拉戈萨、马德里皇家聖費爾南多美術學院和马德里水彩画家学院学习绘画，师从卡洛斯·德·阿埃斯。
1874年4月和1877年间，他作为奖学金项目的一员，与海梅·莫雷拉、卡斯托·普拉森西亚和亚历杭德罗·费兰特-费希尔曼斯等画家在意大利罗马采风学习。
1878年，他的画作《疯女胡安娜》在西班牙全国美术展览中摘得金奖，得到了2万比塞塔的奖金。
1879年，西班牙参议院委托他创作一幅关于收复格拉纳达的绘画。他花了3年时间，完成了《格拉纳达的投降》。
1881年，他成为罗马西班牙美术学院院长，但两年后辞去职务，他漫游意大利，描绘了当地的民俗风情和人物。1897年回到马德里，担任普拉多博物馆馆长。但他很快便放弃了职务，把全身心投入到绘画中。1921年11月1日在马德里去世。

## 画集

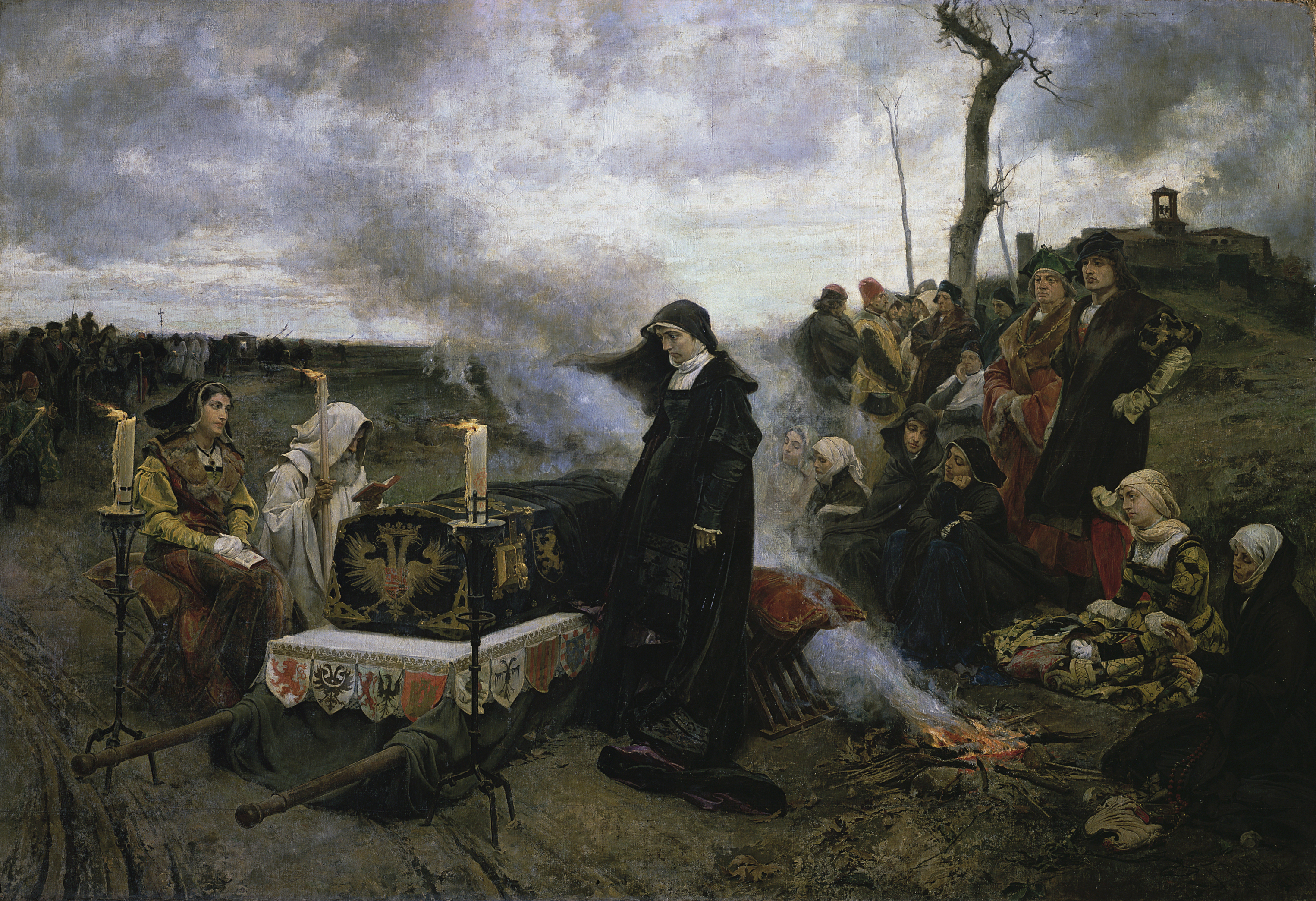
《疯女胡安娜》 （西班牙参议院）
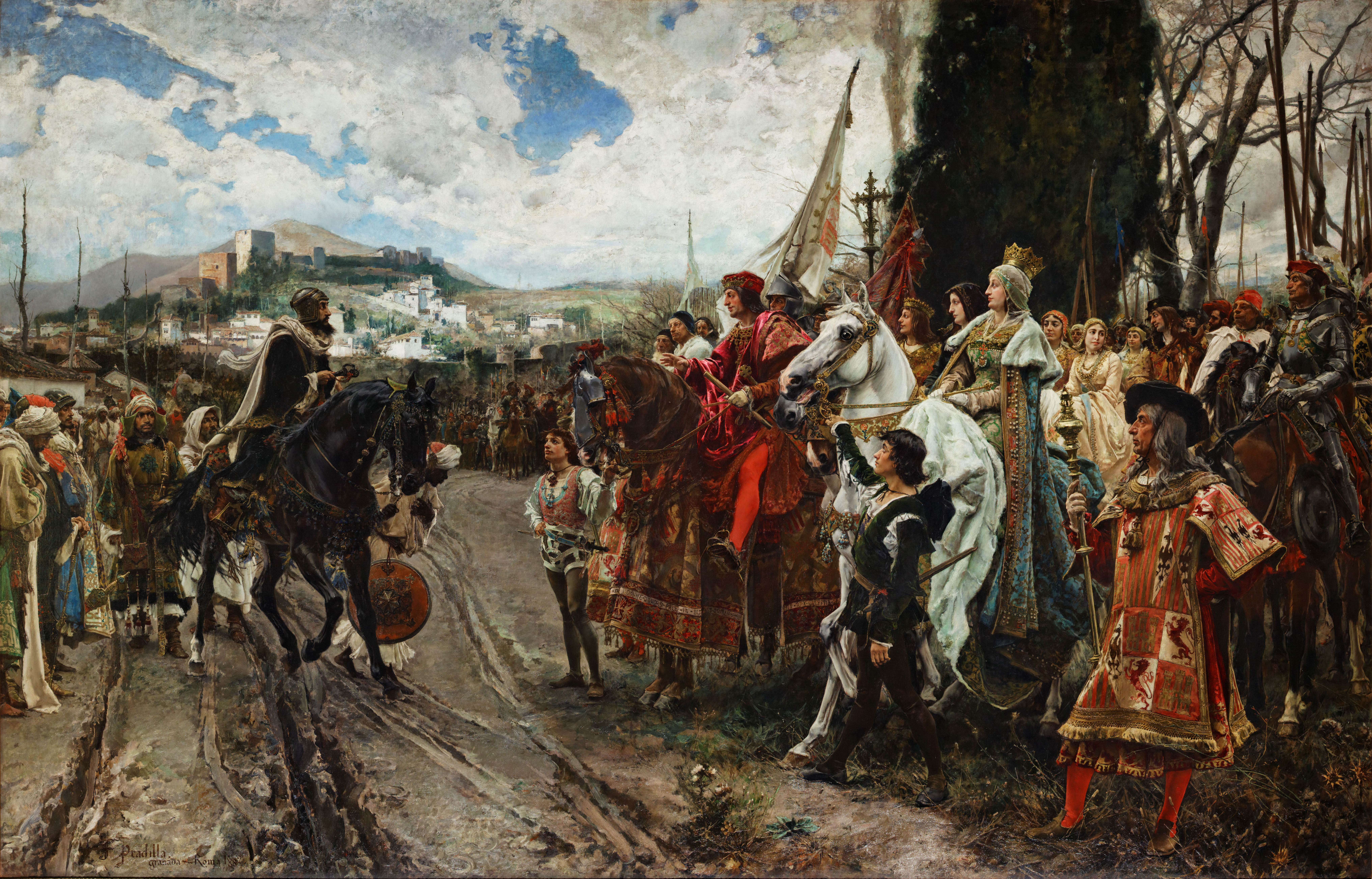
《格拉纳达的投降》 （皇家礼拜堂，1882年）
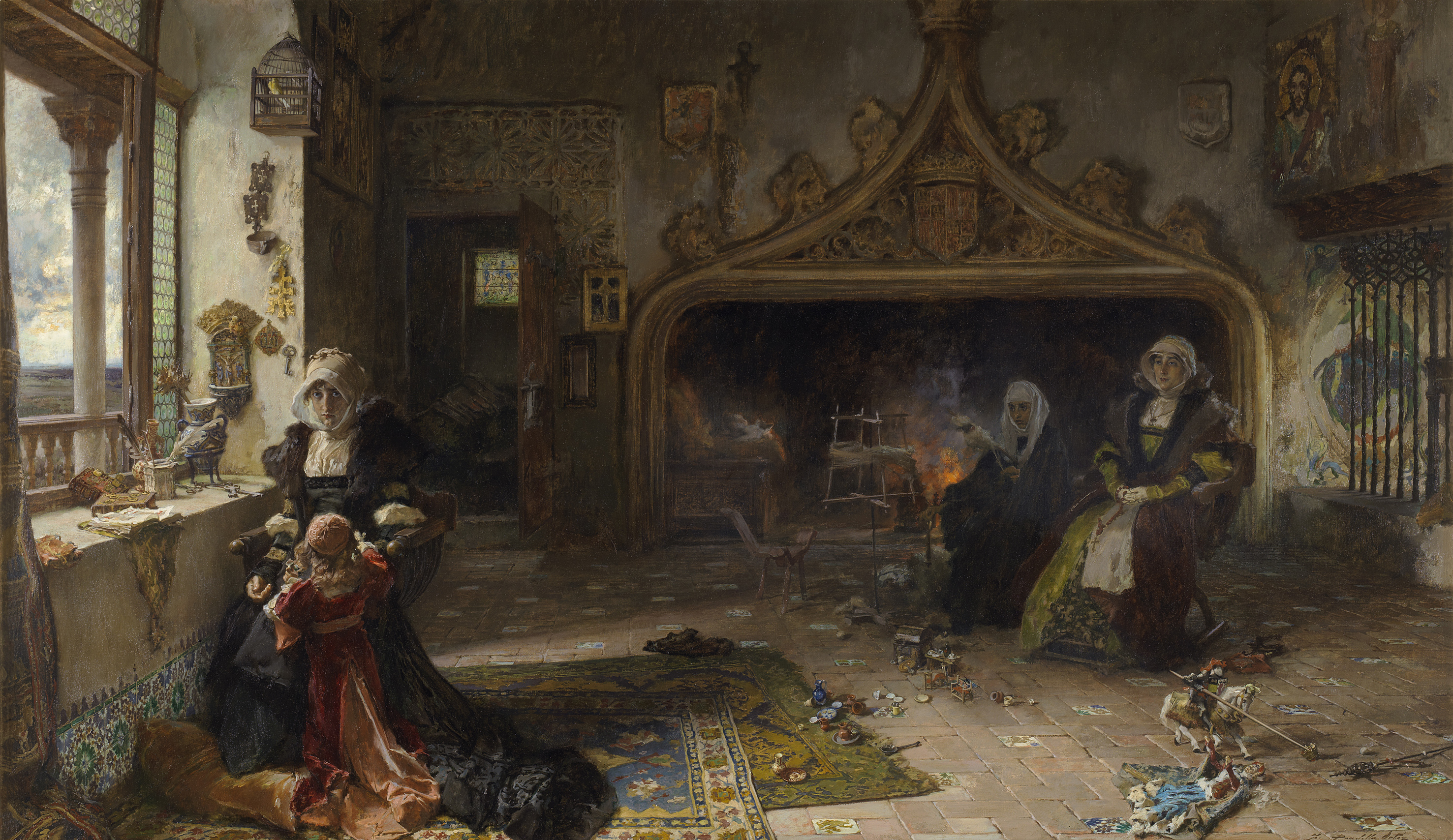
《被软禁在托德西利亚斯的疯女胡安娜与女儿》 （普拉多博物馆，1906年）
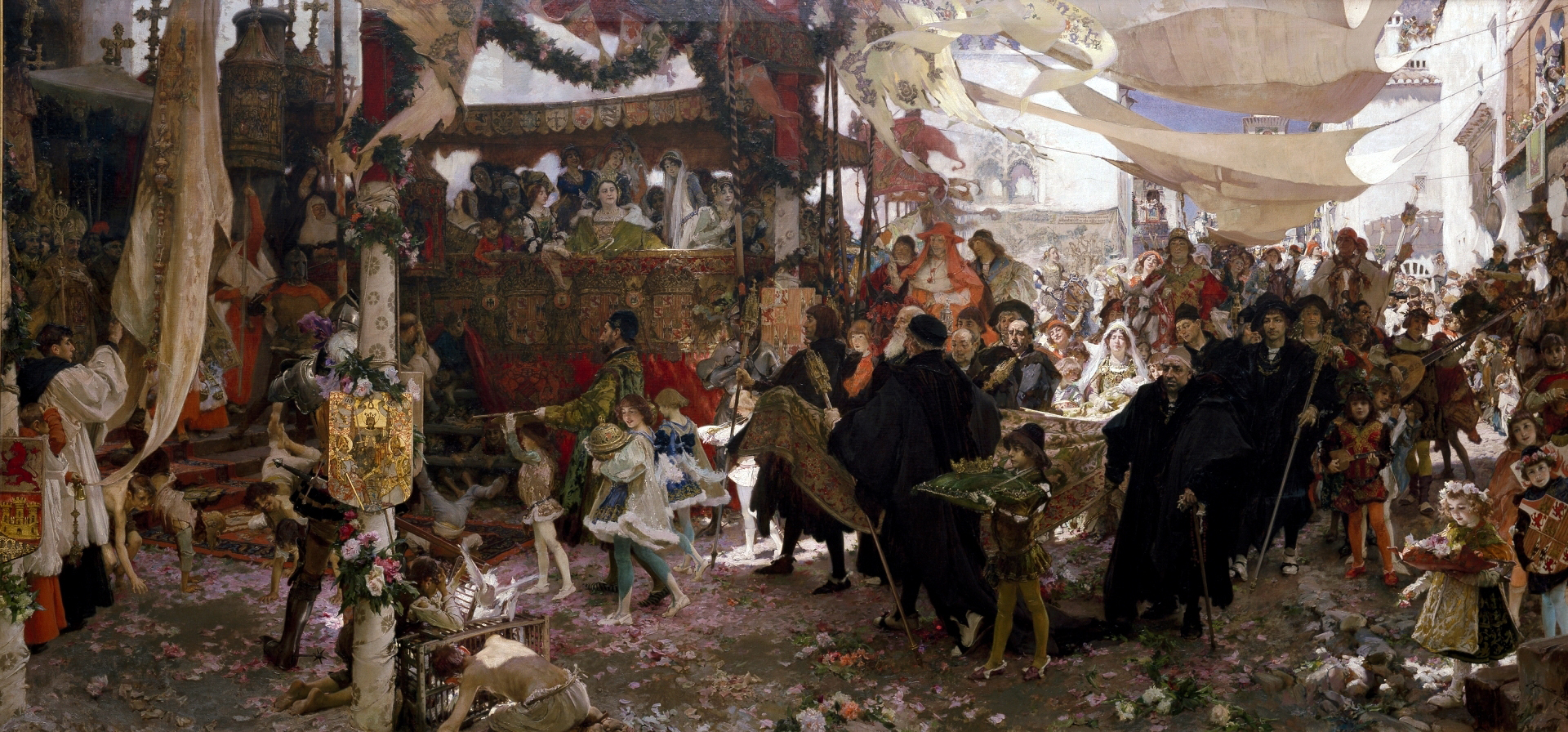
《胡安王子的洗礼》 （普拉多博物馆，1919年）
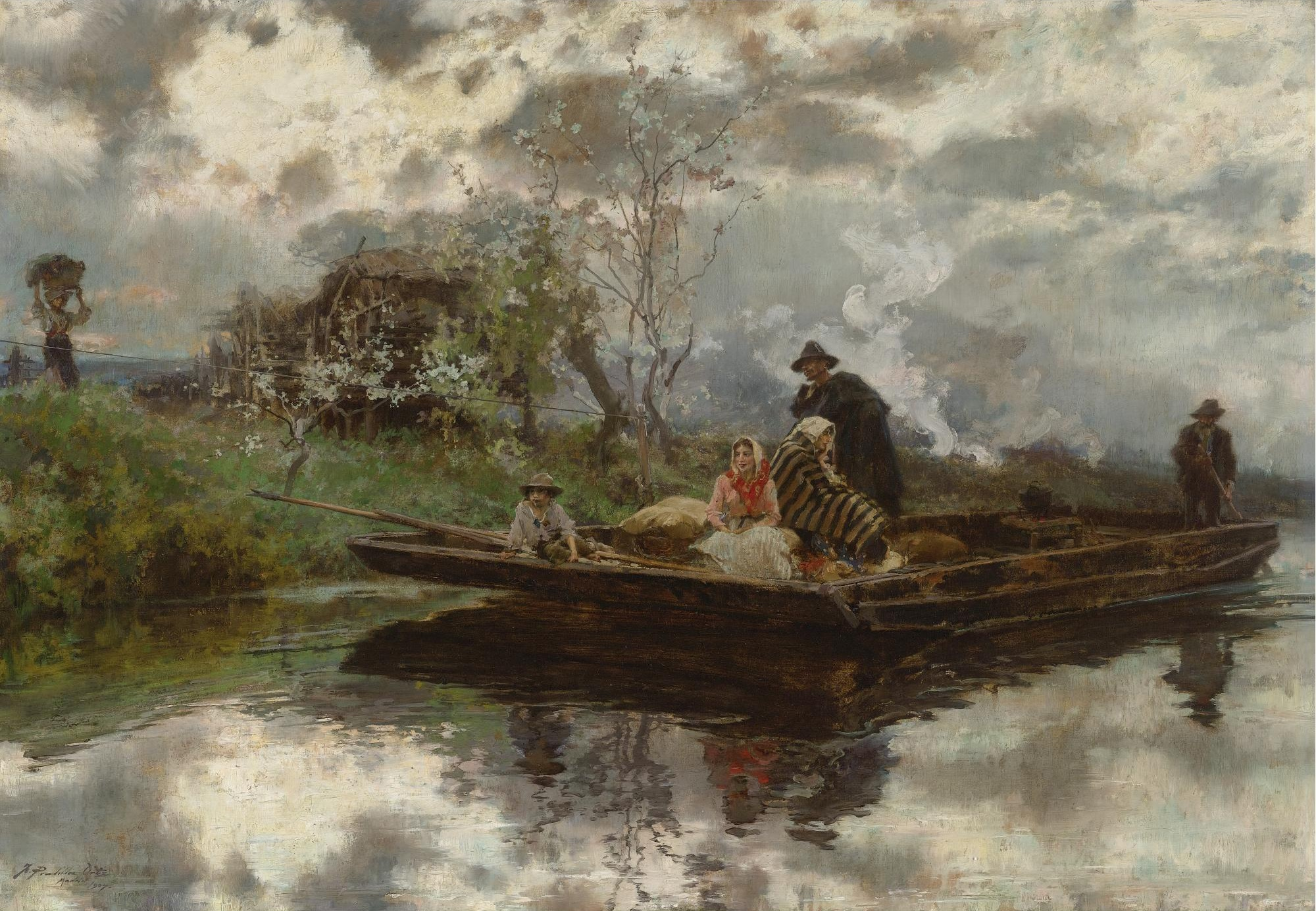
《意大利的春雾》
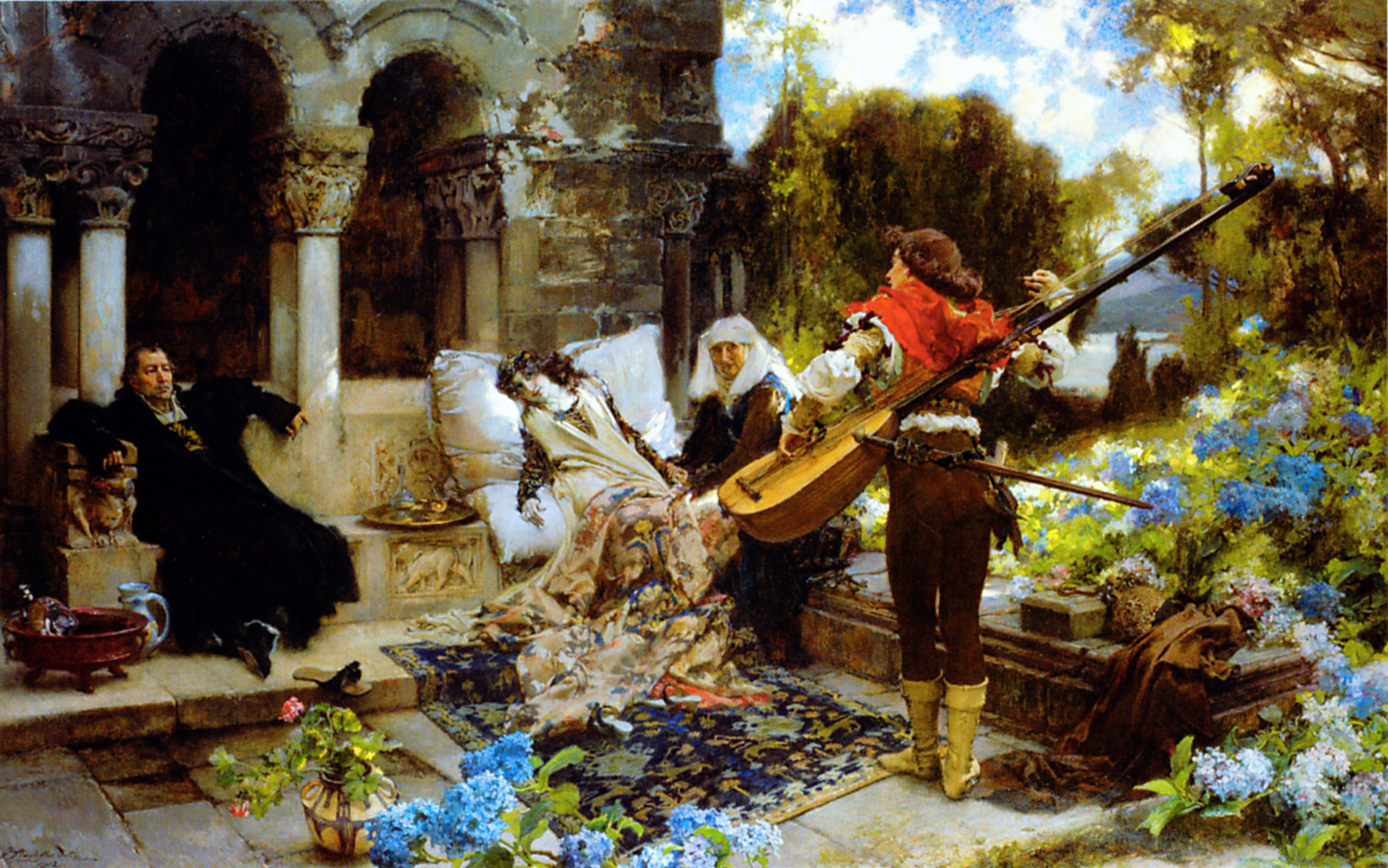
《相思》
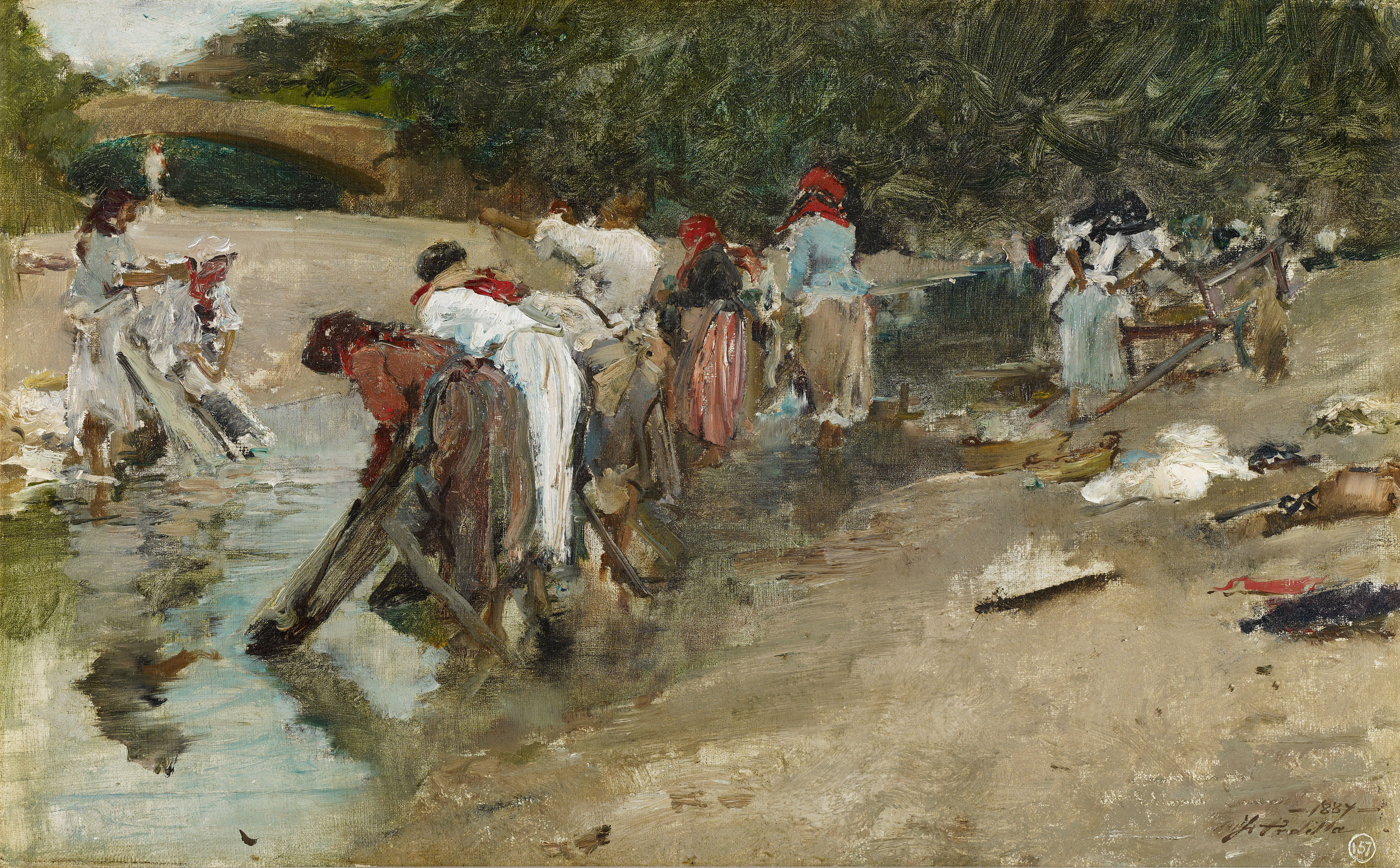
《河边洗衣女》
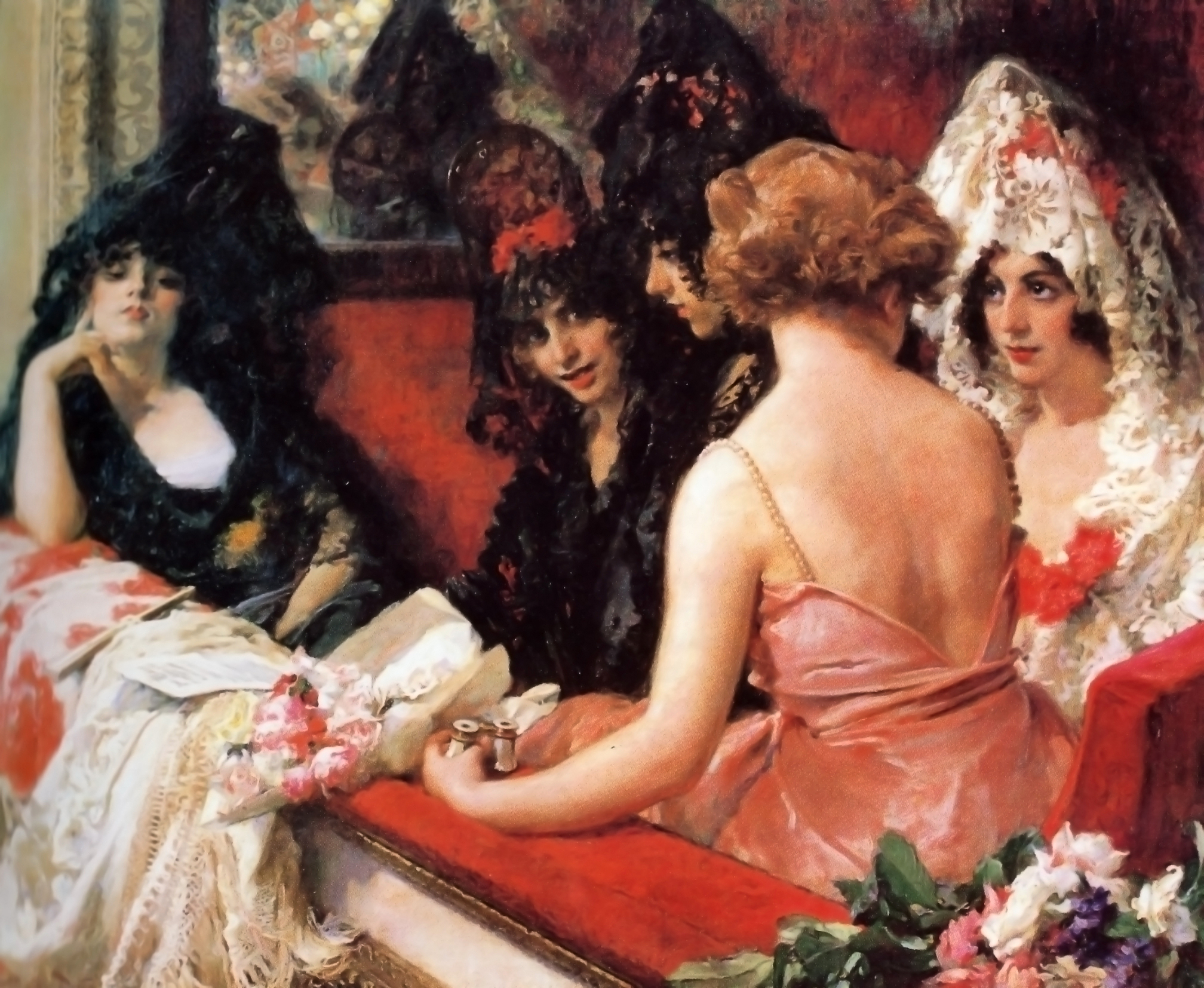
《包间里的女士们》